# 오카니와 유키
오카니와 유키(일본어: 岡庭 裕貴, 1995년 1월 3일~)는 일본의 축구 선수이다.

## 구단 경력
그는 2017년 J2리그의 더스파구사쓰 군마에 입단했다. 2017년후 J3리그에 강등했다. 2019년 일본 지역 리그의 도쿄 유나이티드 FC로 이적했다. 2020년 도치기 시티로 이적했다. 2024년부터 일본 풋볼 리그로 승격했다. 2024년 일본 풋볼 리그 우승으로 J3리그로 승격했다.